# Üstra-Haus

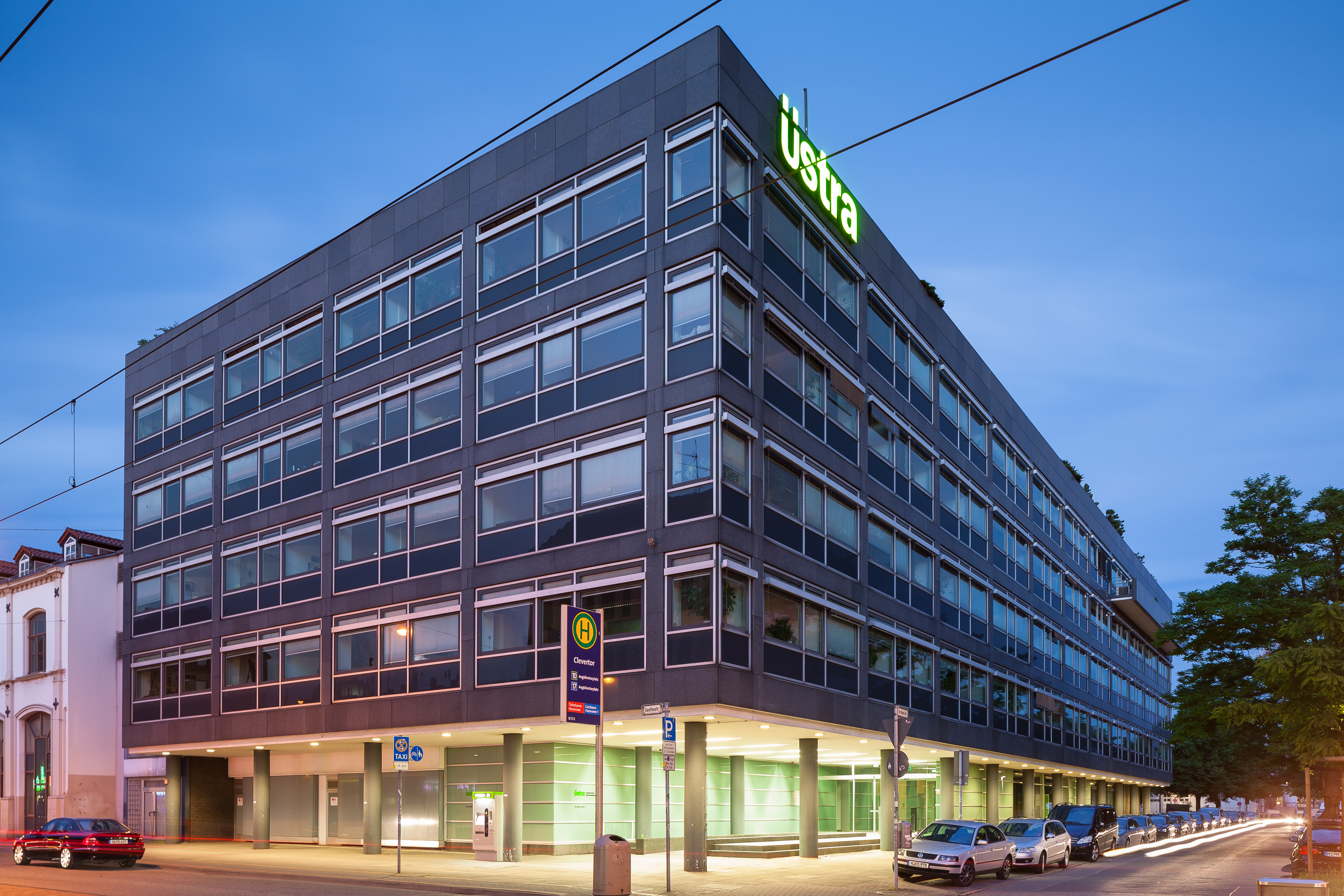
Das ÜSTRA-Haus, 2014

Das Üstra-Haus in Hannover ist Sitz der Hauptverwaltung der ÜSTRA Hannoversche Verkehrsbetriebe AG. Das U-förmige Bauwerk am Ufer der Leine unter der Adresse Am Hohen Ufer 6 wurde 1961 bis 1963 nach Plänen des Architekten Dieter Oesterlen errichtet. In Abstimmung mit dem etwa zur gleichen Zeit auf der gegenüberliegenden Straßenseite erbauten Leine-Haus markiert es städtebaulich eine Stadttor-Situation „als rahmende Bauten“ und Brückenkopf der Goethebrücke.
Das im Stil der Braunschweiger Schule gestaltete Bauwerk wurde aufgrund seiner geschichtlichen, künstlerischen, wissenschaftlichen und städtebaulichen Bedeutung als Einzeldenkmal erfasst.
Das Üstra-Haus nimmt in Teilen den Platz des ehemaligen Konzerthauses auf einer Hälfte der historischen Reitbahn ein und schließt an der Goethestraße an die ehemalige Königliche Wagenremise an.

## Beschreibung
Das U-förmige Verwaltungsgebäude auf zweibündigem Grundriss mit mittigem Festpunkt wird von einem Stahlbetonskelett getragen und ist mit einem Raster aus dunklen Kunststeinplatten verkleidet. Die Fensterelemente aus Aluminium sind mit Brüstungen aus farbigem Glas versehen.
Im Erdgeschoss sind ein Sitzungssaal und Läden eingerichtet, im Staffelgeschoss eine Kantine und ein Kasino.